# به سگ برچسب بد بزن و جانش را بگیر
به سگ برچسب بد بزن و جانش رو بگیر (انگلیسی: Give a dog a bad name and hang him) یک ضرب‌المثل انگلیسی است. معنای آن این است که اگر اعتبار یک فرد درهم شکسته شود، او در سختی و رنج فرو خواهد رفت. این ضرب‌المثل به صورت دیگری نیز بکار می‌رود، و «او که دارای نام بد است، نیمه اعدام شده‌است» (انگلیسی: he that has an ill name is half hanged) نیز کاربرد دیگری از همین معنا در ضرب‌المثل است.
قدمت این ضرب‌المثل به قرن هجدهم میلادی یا قبل از آن می‌رسد. در سال ۱۷۰۶، «جان استیونس» این ضرب‌المثل را به‌صورت «به یک سگ یک ویژگی بد نسبت بده، کارش را ساخته‌ای» (انگلیسی: Give a Dog an ill name and his work is done)، به کار برده‌است. در سال ۱۷۲۱، جیمز کلی آن را به عنوان یک ضرب‌المثل اسکاتلندی نامیده‌است، و بدین‌شکل: «به سگ برچسب بد بچسبان، و او خودبه‌خود جانش ستانده خواهد شد. هنگامی‌که با گماشتن چگونگی و ویژگی‌ای نادرست جلوی پیشرفت کسی گرفته شود» (انگلیسی: Give a Dog an ill Name, and he'll soon be hanged. Spoken of those who raise an ill Name on a Man on purpose to prevent his Advancement). در ویرجینیا، آن را به عنوان یک جمله قدیمی که در Norfolk Herald در سال ۱۸۰۳ ظاهر شد - «به یک سگ نام بد بده و آویزان کن او را» (انگلیسی: give a dog a bad name and hang him) می‌شناسند.
این اصطلاح وقتی به کار می‌رود که جامعه با استناد به ادله‌ای ناقص و نادرست نسبت به دیگران قضاوت پیش‌دستانهٔ نادرستی را داشته‌باشند. این امر با سوگیری تأییدی بیشتر تقویت نیز می‌شود، زیرا جامعه به ادلهٔ نادرستی که از پیش تهیه شده استناد می‌کند، هنگامی‌که این ادله پایه محکمی نداشته و نادرست باشند.